# Epiplema innocens
Epiplema innocens är en fjärilsart som beskrevs av W. Warren 1906. Epiplema innocens ingår i släktet Epiplema och familjen Uraniidae. Inga underarter finns listade i Catalogue of Life.